# Jean Taisnier

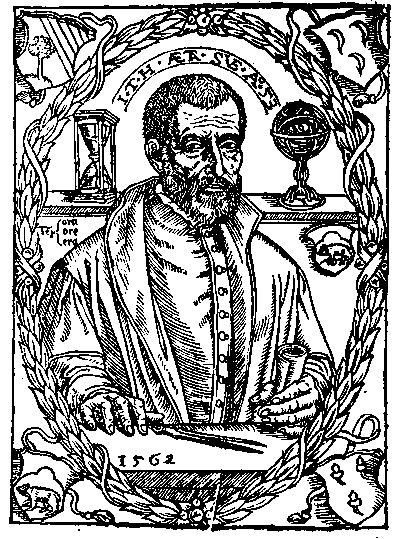
Jean Taisnier

Jean Taisnier oder Taisner, auch latinisiert Taisnerius, (* 2. September 1508 in Ath; † 1562 in Köln) war ein Jurist, Musiker, Astrologe und Mathematiker.
Der Vorname wird je nach Sprache auch als Jan, Giovanni, Johannes, Joannis zitiert.

## Leben
Taisnier war der Sohn eines Kaufmanns, besuchte das Collège in Ath und studierte an der Universität Löwen Jura. Er führte den Titel des Doktors des Kirchen- und Zivilrechts aber erst in seinen Veröffentlichungen ab 1558, so dass es unwahrscheinlich ist, dass er in Löwen promovierte. Taisnier veröffentlichte 1548, 1550 und 1559 zu mathematischen Themen, aber auch zur Astrologie und Wahrsagekunst (Okkultismus), was er in seinem 1562 in Köln erschienene Opus mathematicum zusammenfasst. Die Titelbezeichnung als mathematisches Werk umfasste Beiträge zu verschiedensten Themen, auch Musik und Okkultismus. Das Buch enthält auch sein Porträt. Er war wie sein Bruder ein ausgezeichneter Musiker und 1535 als Kantor in der Kapelle von Karl V (wobei er wahrscheinlich auch die Mitglieder des Knabenchors unterrichtete) bezeugt und später Leiter der Musikkapelle des Erzbischofs von Köln. Außerdem veröffentlichte er zur Musik. In seinem Buch von 1558 bezeichnet er sich als Poeta laureatus, doch sind kaum Gedichte von ihm bekannt. Er verbrachte viele Jahre in Italien und unterrichtete dort Mathematik an verschiedenen Schulen und Universitäten (Rom 1546/47 und 1549, Ferrara 1548, in Palermo 1550 als Leiter der Musikkapelle des Erzbischofs, Neapel 1551). In Ferrara erschien 1548 sein erstes bekanntes Buch, ein weiteres 1550 in Palermo. Möglicherweise war er Geistlicher, das erwähnt er aber nirgendwo in seinen Werken. Zwar erhielt er eine Kanoniker-Pfründe in Leuze (1542), doch war das Teil seiner Bezahlung als Kapellmeister von Karl V.
Außer nach Italien reiste er viel in Europa (Frankreich, Niederlande, Spanien, Deutschland), teilweise mit dem Hof von Karl V., und war 1541 in Tunis und Algier als Teil eines Expedition von Karl V. 1551 kämpfte er unter deutschen Landsknechten gegen die Türken in Reggio Calabria. 1552 war er in Rom im Dienst eines Kardinals, bevor er über Florenz und Venedig in die spanischen Niederlande zurückkehrte. 1555 bis 1557 war er Lehrer in Lessines. Ab 1558 war er in Köln, wo er seine letzten Werke veröffentlichte, Kapellmeister beim Erzbischof war und Unterricht erteilte, teilweise an der Universität.
Er wurde verschiedentlich des Plagiats beschuldigt, so bei einer Abhandlung über ein Perpetuum mobile basierend auf einem Magneten, wobei er aus Petrus Peregrinus de Maricourt aus dem 13. Jahrhundert (damals 1558 gerade in einer Ausgabe erschienen) und Giovanni Battista Benedetti schöpfte, ohne diese als Quellen zu nennen. Auch bei zwei weiteren Werken wurde er später des Plagiats beschuldigt, so einer Abhandlung über Chiromantie von Barthélemy Cocles aus Bologna. Aus dem Buch über Magnete erfuhr Johannes Kepler erstmals von der Theorie der Anziehung von Magneten.
Nach Theodor Beck findet sich in seinem Buch von 1562 die erste Erwähnung einer Tauchglocke. In dem Buch argumentierte er auch gegen die aristotelische Ansicht, dass die Gewichtskraft von der Geschwindigkeit abhängt, was möglicherweise Simon Stevin beeinflusste, der noch vor Galileo Galilei Fallexperimente ausführte.

## Schriften (Auswahl)
- De usu annuli sphaerici libri tres, Palermo 1550; urn:nbn:de:bvb:12-bsb10164539-8.
- De Sphaerae materialis fabrica et usu, 1558; urn:nbn:de:bvb:12-bsb11233083-1.
- De usu sphaerae materialis, Köln 1559; urn:nbn:de:bvb:12-bsb10982633-4.
- De annuli sphaerici fabrica et usu libr. 3 geometr., 1560; urn:nbn:de:bvb:12-bsb10164540-0.
- Astrologiae Judiciariae Ysagogica, Köln 1559; urn:nbn:de:bvb:12-bsb11109705-4.
- Opus mathematicum: octo libros complectens, Köln 1562; urn:nbn:de:bvb:12-bsb11057841-1.
- Opusculum perpetua memoria dignissimum de natura magnetis et eius effectibus, Köln 1562; urn:nbn:de:bvb:12-bsb11221338-2.